# Альпійська конвенція
Альпійська конвенція (англ. Alpine Convention, нім. Alpenkonvention, фр. Convention alpine, словен. Alpska konvencija, італ. Convenzione delle Alpi) — це міжнародний територіальний договір, покликаний забезпечити сталий розвиток Альпійського гірського регіону. Альпійська конвенція була відкрита для підписання в 1991 році й набрала чинності в березні 1995-го. Альпійська конвенція є рамковою і визначає основні принципи діяльності і загальні заходи для сталого розвитку найвищої гірської системи Західної Європи. 
У преамбулі Альпійської конвенції зазначається, що Альпи є однією з найбільших незайманих неперервних природних територій Європи і тому слугують основним природним середовищем та останнім притулком для багатьох зникаючих видів рослин і тварин.

## Передісторія
Альпи — складна система хребтів і масивів, яка простягається дугою від берегів Середземного моря до Середньо-Дунайської низовини і розміщена на території восьми держав. Через це у 1991 році Австрія, Франція, Монако, Німеччина, Італія, Ліхтенштейн, Словенія та Швейцарія підписали з Європейським Союзом Конвенцію, головною метою якої стало проведення узгодженої політики щодо збереження та захисту Альп. 
Розробникам Конвенції не одразу вдалося знайти компроміс між економічними та екологічними інтересами. Так, швейцарський уряд наштовхнувся на стіну нерозуміння з боку гірських кантонів. На самому початку переговорів вони відхилили попередній проект конвенції, обґрунтувавши це тим, що, з одного боку, ратифікація угоди призведе до втрати контролю над власною територією, а з іншого — може загрожувати самому існуванню кантонів. Згідно зі Швейцарською Конституцією, кантони суверенні і є державами в складі федерації. Ігнорування рішення гірських кантонів означало б проведення референдуму на рівні держави. Щоб уникнути цього, уряд інтенсивно вів переговори з представниками гірських кантонів і разом з ними розробляв додаткові параграфи (охорона природи, лісові ресурси, туризм, розвиток транспорту, шляхи розв'язання конфліктів, аспекти використання землі тощо). Завдяки тісному співробітництву проект був остаточно обговорений і одностайно прийнятий.

## Територія

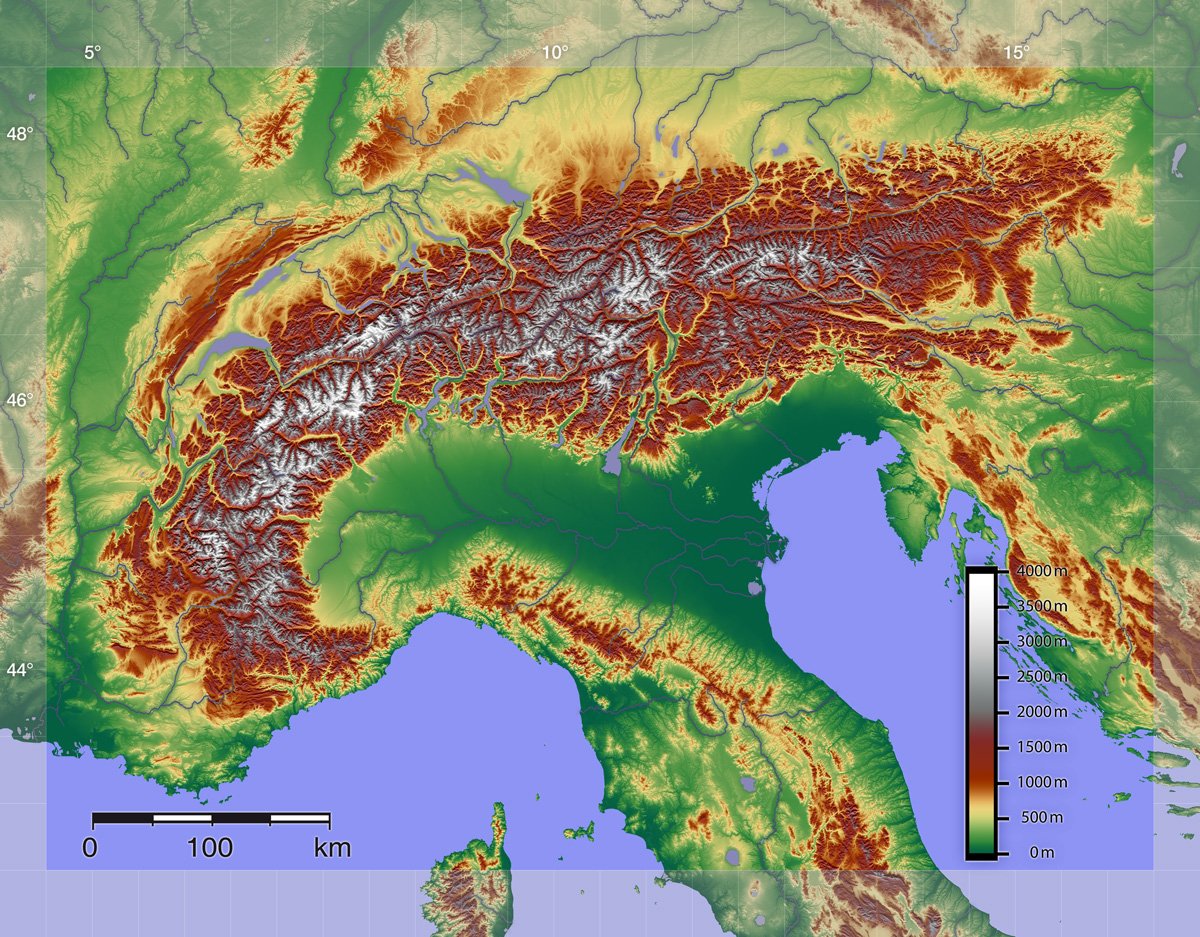
Альпійська дуга

Загальна площа території, на яку поширюється Альпійська конвенція, — 190,959 км². Тут розташовані 5867 муніципальних утворень. Загальна протяжність контуру, що включає (частково) території восьми держав, становить 1200 км², а найширша частина регіону — 300 км², яка тягнеться з північного сходу на південний захід, і знаходиться між Баварією і Північною Італією. Найбільші держави, що входять до Конвенції — Австрія та Італія, на їхню частку припадає понад 55 % території. Разом вони займають 3/4 всієї площі регіону, де діє Конвенція. Далі йдуть приальпійські райони Франції, Швейцарії, Німеччини та Словенії, а також два малих європейських князівства — Ліхтенштейн і Монако.

## Ратифікація конвенції державами-членами
| Країна      | Підпис | Ратифікація |
| ----------- | ------ | ----------- |
| Австрія     | 1991   | 1995        |
| Швейцарія   | 1991   | 1999        |
| Німеччина   | 1991   | 1995        |
| Франція     | 1991   | 1996        |
| Ліхтенштейн | 1991   | 1995        |
| Італія      | 1991   | 2000        |
| Монако      | 1994   | 1999        |
| Словенія    | 1993   | 1995        |

## Основні принципи конвенції
У п. 1 ст. 2 Альпійської конвенції визначені три основоположних принципи, які повинні бути покладені в основу комплексної політики щодо збереження і захисту Альп: профілактика (недопущення подальших негативних впливів людини на гірську екосистему), плата за забруднення (високі штрафи за забруднення довкілля) та транскордонне співробітництво (принцип, який згідно з конвенцією повинен бути посилений і розширений як з точки зору території, так і кількості охоплюваних об'єктів).
Зазначені принципи реалізуються через впровадження низки екологічних заходів. Сукупність цих заходів об'єднує одна особливість — їх екосистемний характер. Так, щоб попередити стихійні лиха, розробники конвенції наголошують на необхідності запобігання (п. 2 ст. 2) надмірному використанню природного середовища шляхом ретельного уточнення вимог щодо оцінки землекористування, далекоглядного інтегрального планування та координації заходів.

## Інституції Альпійської конвенції
Вищим органом альпійської співдружності є Конференція міністрів, яка скликається раз на два роки державою, що головує в Альпійській конвенції (країна-голова обирається строком на 2 роки). Засідання Конференції міністрів, усі програми, проекти та інститути Альпійської конвенції відкриті для участі зовнішніх спостерігачів-представників ООН та інших структур, Ради Європи, європейських країн, національних неурядових організацій, учених, експертів. Рішення приймаються на основі консенсусу.
У разі особливої необхідності для вирішення конкретних проблем у рамках Конвенції можуть створюватися робочі групи і платформи, що аналізують ситуацію. На сьогодні сформовано 10 робочих груп у таких сферах, як:
- Транспорт (Working Group Transport) [2]
- Світова спадщина ЮНЕСКО (Working Group UNESCO World Heritage)[3]
- Стихійні лиха (Natural Hazards Platform)[4]
- Мережа особливих територій, что знаходяться під охороною (Ecological Network Platform)[5]
- Доповіді про стан Альпійського регіону (Expert Group-Report from the State of the Alps)[6]
- Використання водних ресурсів (Water Management Platform in the Alpine space)[7]
- Тварини і суспільство (Large Carnivores and Wild Ungulates Platform)[8]
- Демографія та зайнятість населення (Working Group «Demography and Employment»)[9]
- Альпійська макрорегіональна стратегія (Working Group «Macro-regional strategy for the Alps»)[10]
- Гірниче сільське господарство («Mountain Farming» Platform)[11]

## Альпійські конференції
| Конференція                                                  | Роки      | Головування | Місце проведення конференції |
| ------------------------------------------------------------ | --------- | ----------- | ---------------------------- |
| I. Альпійська конвенція                                      | 1989      | Німеччина   | Берхтесгаден                 |
| II. Альпійська конвенція                                     | 1989–1991 | Австрія     | Зальцбург                    |
| III. Альпійська конвенція                                    | 1991–1994 | Франція     | Шамбері                      |
| IV. Альпійська конвенція                                     | 1995–1996 | Словенія    | Блед                         |
| V. Альпійська конвенція                                      | 1996–1998 | Словенія    | Любляна                      |
| VI. Альпійська конвенція                                     | 1999–2000 | Швейцарія   | Люцерн                       |
| VII. Альпійська конвенція                                    | 2001–2002 | Італія      | Мерано                       |
| VIII. Альпійська конвенція                                   | 2003–2004 | Німеччина   | Гарміш-Партенкірхен          |
| IX. Альпійська конвенція[недоступне посилання з лютого 2019] | 2005–2006 | Австрія     | Альпбах                      |
| X. Альпійська конвенція[недоступне посилання з лютого 2019]  | 2007–2008 | Франція     | Евіан                        |
| XI. Альпійська конвенція[недоступне посилання з лютого 2019] | 2009–2011 | Словенія    | Брдо                         |
| XII. Alpine convention                                       | 2011–2012 | Швейцарія   | Поск'яво                     |